# Киево-Александровское
Киево-Александровское (укр. Києво-Олександрівське) — село в Веселиновском районе Николаевской области Украины.
Население по переписи 2001 года составляло 107 человек. Почтовый индекс — 57050. Телефонный код — 5163. Занимает площадь 0,33 км².

## Местный совет
57050, Николаевская обл., Веселиновский р-н, с. Ставки, ул. Степная, 12